# Ferio

Diagramme de Venn d'un syllogisme en Ferio.

Ferio est un terme de la logique aristotélicienne désignant le mode EIO de la première figure de syllogisme. Il comprend une majeure de type E, une mineure de type I et une conclusion de type O, c'est-à-dire une majeure universelle négative, une mineur particulière affirmative et une conclusion particulière négative.
Un syllogisme en Ferio consiste en une proposition de ce type : Aucun M n'est P, or au moins un S est M, donc au moins un S n'est pas P.
Les trois autres syllogisme de cette première figure sont Barbara, Celarent et Darii.

## Exemples de syllogismes en Ferio
1. Aucun chien n'est un oiseau ;
2. Certains animaux sont des chiens ;
3. Donc certains animaux ne sont pas des oiseaux.

1. Il n'y a pas de statue qui soit animée ;
2. Au moins une œuvre-d'art est une statue ;
3. Donc certaines œuvres-d'art ne sont pas animées.

1. « Ce qui est suivi d'un juste repentir n'est jamais à souhaiter ;
2. Il y a des plaisirs qui sont suivis d'un juste repentir ;
3. Donc il y a des plaisirs qui ne sont point à souhaiter. »[1]